# Kompaktan prostor
U matematici, i specifičnije opštoj topologiji, kompaktnost je svojstvo koje generalizuje pojam podskupa Euklidovog prostora koji je zatvoren (da sadrži sve svoje granične tačke) i ograničen (onaj kod koga sve njegove tačke leže na datom fiksnom rastojanju jedna od druge). Primeri su zatvoreni interval, četvorougao, ili konačni set tačaka. Ovaj je pojam definisan za opštije topološke prostore, nego što je Euklidov prostor na razne načine.
Jedna takva generalizacija je da je topološki prostor sekvencijalno kompaktan ako svaki infinitivni niz tačaka uzet kao uzorak prostora ima beskonačni podniz koji konvergira u istu tačku prostora. Bolcano-Vajerštrasova teorema navodi da je podskup Euklidovog prostora kompaktan u ovom sekvencijalnom smislu ako i samo ako je zatvoren i ograničen. Stoga, ako se izabere beskonačan broj tačaka u zatvorenom jediničnom intervalu [0, 1] neke od tih tačaka će biti proizvoljno blizo nekim realnom broju u tom prostoru. Na primer, neki od brojeva 1/2, 4/5, 1/3, 5/6, 1/4, 6/7, … se akumuliraju do 0 (drugi se akumuliraju do 1). Isti skup tačaka se ne bi akumulirao do bilo koje tačke otvorenog jediničnog intervala (0, 1); tako da otvoreni jedinični interval nije kompaktan. Sam Euklidov prostor nije kompaktan, jer nije ograničen. Na primer, niz tačaka 0, 1, 2, 3, … nije niz koji konvergira u bilo koji realni broj.
Osim zatvorenih i ograničenih podskupova Euklidovog prostora, tipični primeri kompaktnih prostora obuhvataju prostore koji se ne sastoje od geometrijskih tačaka već od funkcija. Termin kompaktan je uveo u matematiku Moris Freše 1904. godine kao destilaciju ovog koncepta. Kompaktnost u ovoj generalnijoj situaciji igra ekstremno važnu ulogu u matematičkoj analizi, zato što se mnoge klasične i važne teoreme analize 19. veka, kao što je teorema ekstremne vrednosti, lako generalizuju u ovoj situaciji. Tipičnu primenu pruža Arcela-Askolijeva teorema ili Peanova teorema postojanja, prema kojoj je moguće izvesti zaključak o postojanju funkcije s nekim traženim svojstvima kao ograničavajući slučaj date elementarnije konstrukcije. Nakon njegovog početnog uvođenja, različiti ekvivalentni pojmovi kompaktnosti, uključujući sekvencijalnu kompaktnost i kompaktnost granične tačke, razvijeni su u opštim metričkim prostorima.

## Istorijski razvoj
U 19. veku je formulisano nekoliko različitih matematičkih svojstava koja će se kasnije smatrati posledicama kompaktnosti. S jedne strane, Bernard Bolkano (1817) je bio svestan da svaki ograničeni niz tačaka (na primer, na pravoj ili ravni) ima podniz koji se na kraju mora proizvoljno približiti nekoj drugoj tački, koja se zove granična tačka. Bolzanov dokaz se oslanjao na metodu bisekcije: niz je stavljen u interval koji je zatim podeljen na dva jednaka dela, i deo koji sadrži beskonačno mnogo članova niza je izabran. Proces bi se zatim mogao ponoviti deljenjem rezultujućeg manjeg intervala na sve manje i manje delove - dok se ne zatvori na željenoj graničnoj tački. Potpuni značaj Bolcanove teoreme i njenog metoda dokazivanja pojaviće se tek skoro 50 godina kasnije kada je to ponovo otkrio Karl Vajerštras.
Tokom 1880-ih postalo je jasno da se rezultati slični Bolcano-Vajerštrasovoj teoremi mogu formulisati za prostore funkcija, a ne samo za brojeve ili geometrijske tačke. Ideja da se funkcije posmatraju kao same tačke generalizovanog prostora datira još od istraživanja Đulija Askolija i Čezara Arzele. Vrhunac njihovih istraživanja, Arzela-Askolijeva teorema, bila je generalizacija Bolcano-Vajerštrasove teoreme na porodice neprekidnih funkcija, čiji je precizan zaključak bio da je moguće eksrahovati uniformno konvergentan niz funkcija iz odgovarajuće porodice funkcija. Uniformna granica ovog niza je tada igrala potpuno istu ulogu kao i Bolcanova „granična tačka“. Početkom dvadesetog veka, rezultati slični onima Arzele i Askolija počeli su da se akumuliraju u oblasti integralnih jednačina, kao što su istraživali David Hilbert i Erhard Šmit. Za određenu klasu Grinovih funkcija koje potiču iz rešenja integralnih jednačina, Šmit je pokazao da se osobina analogna Arzela-Askolijevoj teoremi održava u smislu srednje konvergencije — ili konvergencije u onome što će kasnije biti nazvano Hilbertov prostor. Ovo je na kraju dovelo do pojma kompaktnog operatora kao izdanka opšteg pojma kompaktnog prostora. Moris Freše je bio taj koji je 1906. godine destilirao suštinu Bolcano–Vajerštrasovog svojstva i skovao termin kompaktnost da bi se odnosio na ovaj opšti fenomen (on je koristio taj termin već u svom radu iz 1904. godine koji je doveo do čuvene teze iz 1906. godine).

## Literatura
- Alexandrov, Pavel; Urysohn, Pavel (1929). „Mémoire sur les espaces topologiques compacts”. Koninklijke Nederlandse Akademie van Wetenschappen te Amsterdam, Proceedings of the section of mathematical sciences. 14..
- Arkhangel'skii, A.V.; Fedorchuk, V.V. (1990), „The basic concepts and constructions of general topology”,  Ур.: Arkhangel'skii, A.V.; Pontrjagin, L.S., General topology I, Encyclopedia of the Mathematical Sciences, 17, Springer, ISBN 978-0-387-18178-3.
- Arkhangel'skii, A.V. (2001). „Compact space”.  Ур.: Hazewinkel Michiel. Encyclopaedia of Mathematics. Springer.  978-1556080104..
- Bolzano, Bernard (1817), Rein analytischer Beweis des Lehrsatzes, dass zwischen je zwey Werthen, die ein entgegengesetzes Resultat gewähren, wenigstens eine reele Wurzel der Gleichung liege, Wilhelm Engelmann (Purely analytic proof of the theorem that between any two values which give results of opposite sign, there lies at least one real root of the equation).
- Borel, Émile (1895). „Sur quelques points de la théorie des fonctions”. Annales Scientifiques de l'École Normale Supérieure. 3. 12: 9—55. JFM 26.0429.03.
- Boyer, Carl B. (1959), The history of the calculus and its conceptual development, New York: Dover Publications, MR 0124178.
- Arzelà, Cesare (1895). „Sulle funzioni di linee”. Mem. Accad. Sci. Ist. Bologna Cl. Sci. Fis. Mat. 5 (5): 55—74..
- Arzelà, Cesare (1882—1883). „Un'osservazione intorno alle serie di funzioni”. Rend. Dell' Accad. R. Delle Sci. Dell'Istituto di Bologna: 142—159..
- Ascoli, G. (1883—1884). „Le curve limiti di una varietà data di curve”. Atti della R. Accad. Dei Lincei Memorie della Cl. Sci. Fis. Mat. Nat. 18 (3): 521—586..
- Fréchet, Maurice (1906). „Sur quelques points du calcul fonctionnel”. Rendiconti del Circolo Matematico di Palermo. 22 (1): 1—72. doi:10.1007/BF03018603..
- Gillman, Leonard; Jerison, Meyer (1976), Rings of continuous functions, Springer-Verlag.
- Kelley, John (1955), General topology, Graduate Texts in Mathematics, 27, Springer-Verlag.
- Kline, Morris (1972), Mathematical thought from ancient to modern times (3rd изд.), Oxford University Press (објављено 1990), ISBN 978-0-19-506136-9.
- Lebesgue, Henri (1904), Leçons sur l'intégration et la recherche des fonctions primitives, Gauthier-Villars.
- Robinson, Abraham (1996), Non-standard analysis, Princeton University Press, ISBN 978-0-691-04490-3, MR 0205854.
- Scarborough, C.T.; Stone, A.H. (1966). „Products of nearly compact spaces” (PDF). Transactions of the American Mathematical Society. Transactions of the American Mathematical Society, 124  (1):. 124 (1): 131—147. JSTOR 1994440. doi:10.2307/1994440..
- Steen, Lynn Arthur; Seebach, J. Arthur Jr. (1995) [1978], Counterexamples in Topology (Dover Publications reprint of 1978 изд.), Berlin, New York: Springer-Verlag, ISBN 978-0-486-68735-3, MR 507446
- Willard, Stephen (1970), General Topology, Dover publications, ISBN 978-0-486-43479-7
- Adams, Robert A. (1995). Calculus : A Complete Course. Reading: Addison-Wesley. стр. 706—707. ISBN 0-201-82823-5.
- Rudin, Walter (1976). Principles of Mathematical Analysis. New York: McGraw Hill. стр. 89—90. ISBN 0-07-054235-X.
- Bourbaki, Nicolas (1998), General topology. Chapters 5–10, Elements of Mathematics, Berlin, New York: Springer-Verlag, ISBN 978-3-540-64563-4, MR 1726872.
- Dieudonné, Jean (1988), Foundations of modern analysis, Academic Press, ISBN 978-0-12-215507-9
- Droniou, Jérôme; Eymard, Robert (2016). „Uniform-in-time convergence of numerical methods for non-linear degenerate parabolic equations”. Numer. Math. 132 (4): 721—766. S2CID 5287603. arXiv:2003.09067 . doi:10.1007/s00211-015-0733-6..
- Dunford, Nelson; Schwartz, Jacob T. (1958), Linear operators, volume 1, Wiley-Interscience.
- Fréchet, Maurice (1906). „Sur quelques points du calcul fonctionnel”. Rend. Circ. Mat. Palermo. 22: 1—74. S2CID 123251660. doi:10.1007/BF03018603. hdl:10338.dmlcz/100655..
- Arzelà-Ascoli theorem at Encyclopaedia of Mathematics
- Kelley, J. L. (1991), General topology, Springer-Verlag, ISBN 978-0-387-90125-1
- Kelley, J. L.; Namioka, I. (1982), Linear Topological Spaces, Springer-Verlag, ISBN 978-0-387-90169-5
- Rudin, Walter (1976), Principles of mathematical analysis, McGraw-Hill, ISBN 978-0-07-054235-8
- Osgood, W. F. (1898). „Beweis der Existenz einer Lösung der Differentialgleichung dy/dx = f(x, y) ohne Hinzunahme der Cauchy-Lipschitzchen Bedingung”. Monatshefte für Mathematik. 9: 331—345. S2CID 122312261. doi:10.1007/BF01707876.
- Coddington, Earl A.; Levinson, Norman (1955). Theory of Ordinary Differential Equations. New York: McGraw-Hill.
- Murray, Francis J.; Miller, Kenneth S. (1976) [1954]. Existence Theorems for Ordinary Differential Equations (Reprint изд.). New York: Krieger.
- Teschl, Gerald (2012). Ordinary Differential Equations and Dynamical Systems. Providence: American Mathematical Society. ISBN 978-0-8218-8328-0.

## Spoljašnje veze
- Countably compact at PlanetMath.org.
- Sundström, Manya Raman (2010). „A pedagogical history of compactness”. arXiv:1006.4131v1  [math.HO].